# Лонг-Ґейблз
Лонг-Ґейблз (англ. Long Gables) — гора в Антарктиді, одна із вершини-чотиритисячників хребта Сентінел, в горах Елсворта, у землі Елсворта. Її висота становить 4151 м над рівнем моря.

## Географія
Гора Лонг-Ґейблз розташована в Західній Антарктиді, у Землі Елсворта, в центральній частині головного поздовжнього хребта, у хребті Сентінел, який в свою чергу є складовою частиною гірської системи Елсворт. Вершина являє собою гірський масив, який складається із двох піків-близнюків з'єднаних між собою сідловиною. Висота вищого північного піку становить 4151 м, південного — 4111 м. Гора знаходиться за 2,5 км на південь від найближчої вищої гори Андерсон (4254 м), та за 3 км на північ від гори Ветс (3600 м).
Із східних схилів масиву сповзає три невеликих льодовики: на північний схід — Фонфон; на схід — Геріла та на південний схід — Бурденіс, які «зливаючись», стають частиною великого льодовика Еллен.

## Відкриття та дослідження
Гора була відкрита і вперше нанесена на мапу під час наземної експедиції протягом 1957—1958 років Чарльза Бентлі на шляху із Землі Мері Берд до гір Сентінел (Елсворт), і названа Консультативним комітетом США з назв в Антарктиці на честь Джека Б. Лонга, члена цієї експедиції, учасника багатьох інших наземних експедицій та іншої науково-дослідної діяльності в Антарктиці в наступному десятилітті.
13 січня 1996 року французькі альпіністи Ерік Декамп та Катрін Дестівель вперше піднялися на південний пік Лонг-Ґейблз (пік 4111).